# Агион
Агион (фр. Aghione) насеље је и општина у Француској у региону Корзика, у департману Горња Корзика која припада префектури Кор.
По подацима из 2011. године у општини је живело 232 становника, а густина насељености је износила 6,85 становника/km². Општина се простире на површини од 33,88 km². Налази се на средњој надморској висини од 66 метара (максималној 459 m, а минималној 17 m).

## Демографија
| 1962. | 1968. | 1975. | 1982. | 1990. | 1999. | 2011. |
| ----- | ----- | ----- | ----- | ----- | ----- | ----- |
| 87    | 93    | 279   | 317   | 282   | 245   | 232   |

График промене броја становника у току последњих година